# Bundesverband öffentlich bestellter und vereidigter sowie qualifizierter Sachverständiger
Der Bundesverband öffentlich bestellter und vereidigter sowie qualifizierter Sachverständiger e. V. (BVS) ist der Dachverband der öffentlich bestellten und vereidigten  Sachverständigen in Deutschland.
Der BVS ist in 12 Landesverbände und 13 Fachverbände untergliedert. Die Landesverbände bzw. die weiteren Fachverbände haben etwa 3000 Mitglieder aus etwa 200 verschiedenen Sachgebieten. Mitglieder des BVS sind die jeweiligen Landesverbände bzw. weitere Fachverbände sowie Einzelmitglieder unter besonderen Voraussetzungen. Der BVS hat seinen Sitz in Berlin. Präsident ist seit 2023 Christina Sadler-Berg.
Die Sachverständigen des Verbandes erstellen Gutachten für Behörden, Wirtschaft, Industrie und Gewerbe und für private Verbraucher sowie für Gerichte und Staatsanwaltschaften.
Voraussetzung für die Mitgliedschaft eines Sachverständigen in einem Landesverband des BVS ist die öffentliche Bestellung und Vereidigung oder eine vergleichbare  Zertifizierung durch staatliche Stellen oder durch registrierte Zertifizierungsstellen der Deutschen Akkreditierungsstelle.
Alle zwei Jahre wird der Deutsche Sachverständigentag (DST) zusammen mit anderen Verbänden veranstaltet.
Ebenfalls alle zwei Jahre im Wechsel zum DST veranstaltet der BVS den Deutschen Kunstsachverständigentag (KST).